# Juris Garkalns
Juris Garkalns (12 mei 1938) is een voormalig Sovjet en Lets basketbalcoach.

## Carrière
Garkalns begon zijn carrière bij TTT Rīga Junior. Hij won met dat team het Letse SSR kampioenschap in 1977, 1978 en 1979. In 1987 won hij als assistent-coach van hoofdcoach Andris Purkalns de European Cup Liliana Ronchetti. Ze wonnen van Deborah Milano uit Italië met 87-80. In 1988 werd hij hoofdcoach bij TTT Riga. Met TTT won hij het Landskampioenschap van  Letland in 2002. In 1993 werd Garkalns hoofdcoach van het Lets basketbalteam (vrouwen). Ze haalde het Europees kampioenschap basketbal vrouwen 1995. Ze werden zestiende.

## Erelijst coach
- Landskampioen Letland: 1
  - Winnaar: 2002
  - Tweede: 1996, 1997, 1998
- Letse SSR kampioenschap: 3
  - Winnaar: 1977, 1978, 1979
- European Cup Liliana Ronchetti: 1
  - Winnaar: 1987